# Saint-Ouen-de-Sécherouvre
 Saint-Ouen-de-Sécherouvre  es una población y comuna francesa, en la región de Baja Normandía, departamento de Orne, en el distrito de Mortagne-au-Perche y cantón de Bazoches-sur-Hoëne.

## Demografía
| 245 | 240 | 244 | 195 | 206 | 179 |
| Para los censos de 1962 a 1999 la población legal corresponde a la población sin duplicidades (Fuente: INSEE [Consultar]) |     |     |     |     |     |